# Pronolagus
Pronolagus là một chi động vật có vú trong họ Leporidae, bộ Thỏ. Chi này được Lyon miêu tả năm 1904. Loài điển hình của chi này là Lepus crassicaudatus I. Geoffroy, 1832.

## Các loài
Chi này gồm các loài:
- Pronolagus crassicaudatus
- Pronolagus radensis
- Pronolagus rupestris